# アンドレ・ラサーニュ
アンドレ・ラサーニュ（André Lassagne, 1911年4月23日 - 1953年4月3日）は、フランスのレジスタンスの活動家。レジスタンス運動の秘密軍の長、シャルル・ドレストランが逮捕されたことを受けてカリュイール＝エ＝キュイールでの後任者選定の会合を設置する。イタリア語の講師であった。